# Inhumate
Inhumate est un groupe de grindcore et death metal français, originaire de Brumath, en Alsace. Il est formé au début des années 1990. Au fil de son existence, Inhumate joue et partage l'affiche avec des groupes tels qu'Agathocles, Cannibal Corpse, Cryptopsy, Immolation, Sepultura, Malignant Tumour, Nile, Six Feet Under, Unholy Grave, Vader, etc.

## Biographie
Le groupe est initialement formé en 1988 sous le nom de Cruxifère. Quelques mois plus tard, Cruxifère change son nom en Prophecy. C'est sous ce nom qu'ils font leur premier concert en 1988 à Reichstett, partageant la scène avec Penetrator, entre autres. Quelques mois plus tard, Prophecy change son nom en Inhuman, puis finalement Inhumate, ayant appris qu'un groupe de death metal s’appelait déjà Inhuman. Inhumate enregistre en 1993 sa première démo, Abstract Suffering (quatre titres). Après une recomposition en 1994, le groupe se stabilise et s'oriente vers un registre grind/death. En mai 1995, la seconde démo est enregistrée Grind Your Soul (sept titres). En septembre 1996, le premier album voit le jour Internal Life (18 titres). 
En novembre 1997, c'est le second Ex-Pulsion (13 + 1 chansons), et en juin 2000, c'est le tour du troisième Growth (17 titres). Enfin, en février 2004 sort Life, quatrième album et partie centrale de l'heptalogie (concept en sept albums mis en place par Inhumate). 
En décembre 2006, le groupe est confirmé pour le Soul Grinding Festival VII du 24 février 2007 à La Laiterie de Strasbourg. En février 2007, Inhumate sort son premier DVD At War With... Inhumate. En août 2007, ils sont confirmés pour le festival Death Feast Open Air, organisé du 12 au 14 juin 2008 à Hünxe, en Allemagne, aux côtés de groupes comme Decapitated, Kronos et Holocausto Canibal. En 2009, le groupe sort son cinquième album The Fifth Season. Sur l'un des titres, It's Back, le groupe invite Franck George, violoncelliste du Weepers Circus. L'album propose en chanson bonus une seconde version de ce même morceau, arrangée par Eric Kaija Guerrier, guitariste du Weepers Circus.
2013 voit la sortie d'Expulsed, sixième album penchant vers un style grindcore plutôt que death metal,.

## Membres

### Membres actuels
- Frédéric Anton - basse (depuis 1990)
- Yannick - batterie (depuis 1994)
- Christophe - chant (depuis 1994)
- Damien - guitare (depuis 2006)

### Anciens membres
- Stéphane - batterie (1990-1991)
- David - guitare, chant (1990-2006)
- Oliver - chant (1990-1991)
- Valentin - batterie (1991-1994)
- Sébastien - chant (1991-1994)

## Discographie
- 1993 : Abstract Suffering (démo)
- 1995 : Grind Your Soul (démo)
- 1996 : Promo Tape 1996 (promo)
- 1996 : Internal Life (album)
- 1997 : Ex-Pulsion (album)
- 1998 : Split (split cassette avec Exhumator)
- 2000 : Growth (album)
- 2003 : Fetus Included (split 7" avec Vaginal Incest)
- 2004 : Life (album)
- 2007 : At War With... Inhumate (DVD)
- 2009 : The Fifth Season (album)
- 2013 : Expulsed (album)
- 2020 : Expérience de Mort Imminente (single en duo avec Eric Kaija Guerrier)
- 2021 : Eternal Life